# 附件肿块
附件肿块，是指子宫附件组织中生长肿物，通常位于卵巢和输卵管中。它可能是良性或恶性的。

## 病理
绝经期后妇女身体中的子宫附件疾病通常包括卵巢囊肿、子宫外孕、良性或恶性肿瘤、子宫内膜瘤、多囊卵巢和输卵管卵巢脓肿。大多数的病例为卵巢滤泡囊肿和黄体囊肿。其他类型的肿物包括有子宫内膜瘤、多囊卵巢、输卵管卵巢脓肿。这些疾病也可能由于癌症、子宫肌瘤、纤维瘤和支囊囊肿引起。

## 治疗
附件切除术（adnexectomy）为最常见的手术方式。